# John Charles Kirkham
John Charles Kirkham (auch Kirkman; * vermutlich um 1830; † 1875 oder 1876) war ein britischer Abenteurer und Söldner, der nach Aufenthalten in Nicaragua und China als Militärberater und Diplomat des äthiopischen Herrschers Yohannes IV. († 1889) fungierte.

## Leben
Über die frühen Jahre des vermutlich aus Schottland stammenden Kirkham ist nichts bekannt. Als gesichert gilt, dass er bereits früh eine militärische Laufbahn einschlug. Zwischen 1855 und 1857 kämpfte er an der Seite  William Walkers in Nicaragua, von 1863 bis 1864 diente er als Unteroffizier unter Charles George Gordon in China bei der Niederschlagung des Taiping-Aufstands. Danach arbeitete er als Schiffssteward bei der British Pacific and Oriental Steamship Company; 1868 nahm er als Marketender an der britischen Strafexpedition nach Äthiopien teil. Dort ließ er sich schließlich vom dejazmach Kassa(i) Mercha von Tigray, dem späteren negusa nagast (dt.: „König der Könige“) Yohannes IV., als Militärberater anwerben. Kirkham, der während seiner Militärdienstzeit nie mehr als Sergeant gewesen war, erhielt nun den Rang eines Obersten. Kirkhams Wirken und die Waffen, die Kassa Mercha von den Briten als Dank für seine Unterstützung ihrer Strafexpedition erhalten hatte, werden als entscheidend dafür angesehen, dass Kassa Mercha 1871 in den Schlachten bei May Zulawi und am Assam den Sieg über seinen Rivalen, den regierenden Tekle Giyorgis II. († 1873), davontrug.
Als der äthiopische Herrscher in den folgenden Jahren mit einer drohenden Invasion seines Territoriums seitens des ägyptischen Khediven Ismail Pascha konfrontiert wurde, sandte er Kirkham mit Briefen für die Monarchen des Deutschen Reiches, Großbritanniens, Österreich-Ungarns, des Russischen Reiches und für den französischen Präsidenten nach Europa. Diese diplomatische Mission, die an die „christliche Solidarität“ der europäischen Monarchen appellieren und somit helfen sollte, die drohende ägyptische Invasion zu verhindern, verlief jedoch ergebnislos. Einerseits hatten die europäischen Mächte aufgrund der „Suezfrage“ ein vitales Interesse an guten Beziehungen zu Ägypten, andererseits ist auch unklar, ob Kirkham außer London überhaupt eine der Hauptstädte jener Länder, die Ziel dieser Initiative waren, besucht hatte.
Nachdem 1875 der erste Versuch ägyptischer Truppen, sich in Äthiopien festzusetzen, abgeschlagen worden war, wurde Kirkham, der an diesen Kämpfen nur in der Anfangsphase beteiligt und später für die Überwachung der Rückgabe ägyptischer Kriegsgefangener zuständig gewesen war, noch im selben Jahr mit einer neuerlichen diplomatischen Mission nach Europa betraut. Beim Versuch, ägyptisch beherrschtes Gebiet zu durchqueren, geriet er jedoch in Gefangenschaft. Die Ägypter brachten ihn nach Massaua und hielten ihn dort bei unzureichender Verpflegung längere Zeit in einem Käfig gefangen. Den Folgen seiner schlechten Behandlung in der Gefangenschaft ist Kirkham schließlich erlegen.